# Taittiriya Upanishad
Taittirīya Upaniṣad (Upanishad de la Taittirīya Saṃhitā) ou Taittirīyopaniṣad est l'une des plus anciennes Upaniṣad majeures (composée entre -600 et -500). Celle-ci fait partie du groupe des douze Upaniṣad principales (Mukhya Upaniṣad) et a été commentée par Ādi Śaṅkara. Le texte qui est rattaché à la partie du Veda appelée Krishna Yajur-Veda (Yajur Veda noir) est divisé en trois sections qui sont: Śikṣā Vallī, Brahmānanda Vallī et Bhṛgu Vallī.

## Śikṣā Vallī
La Śikṣā Vallī traite de la discipline de Śikṣā (qui est le premier des six membres ou auxiliaires du Veda) relative à l'étude de la phonétique et de la prononciation ou de l'art de réciter correctement les textes sacrés.

## Brahmānanda Vallī
La Brahmānanda Vallī traite de la relation de l'Ātman avec les cinq enveloppes ou fourreaux propres au Jiva (individu ou individualité humaine) et plus particulièrement à la conception des corps de l'homme dans la philosophie hindoue. Cette section décrit ces enveloppes ou corps en allant du plus grossier au plus subtil pour terminer par l'affirmation que tout ceci se réalise en Brahman. Par ordre dans le texte, nous avons:
- annamayakośa ou l'enveloppe composée de nourriture équivalente au corps physique;
- prāṇamayakośa ou l'enveloppe faite de vitalité qui anime le corps physique et concerne l'aspect physiologique;
- manomayakośa ou l'enveloppe composée de pensées et d'émotions constituant l'aspect psychologique;
- vijñānamayakośa ou l'enveloppe faite d'intelligence concernant la logique, le raisonnement, la discrimination ou le jugement;
- ānandamayakośa ou l'enveloppe faite de félicité et de joie qui correspond au kāraṇaśarīra[3]. Selon le Vedānta, cette enveloppe est la cause première de l'ignorance (avidyā).

## Bhṛgu Vallī
Cette section montre comment Bhṛgu le fils de Varuṇa obtint la connaissance de Brahman. Bhṛgu réalisa que tout ce qui constitue le jiva est de la nature de Brahman et que par conséquent même la nourriture est respectable car elle est d'abord le soutien de la vie physique qui correspond à son enveloppe la plus grossière (annamayakośa).